# Myopias cribriceps
Myopias cribriceps är en myrart som beskrevs av Carlo Emery 1901. Myopias cribriceps ingår i släktet Myopias och familjen myror. Inga underarter finns listade i Catalogue of Life.

## Bildgalleri

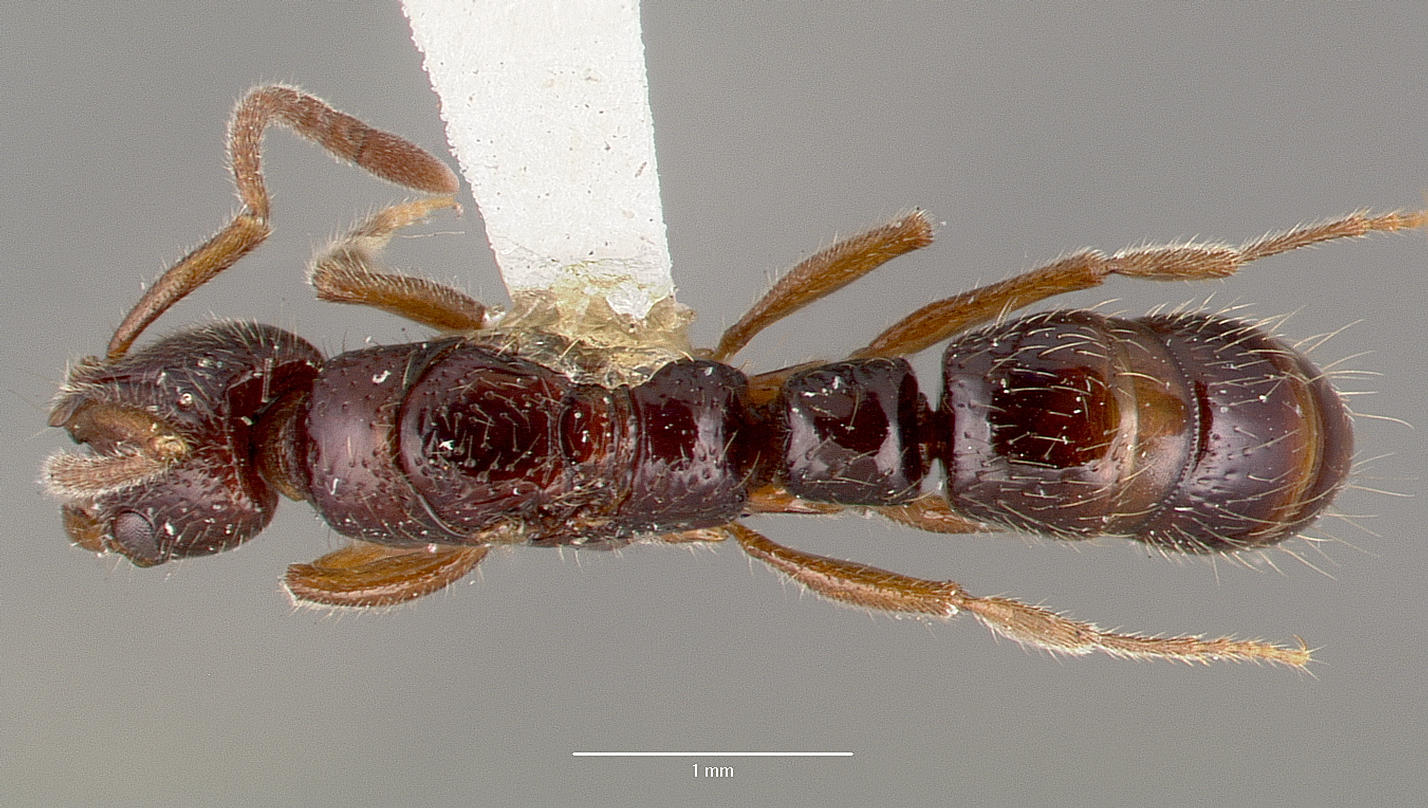
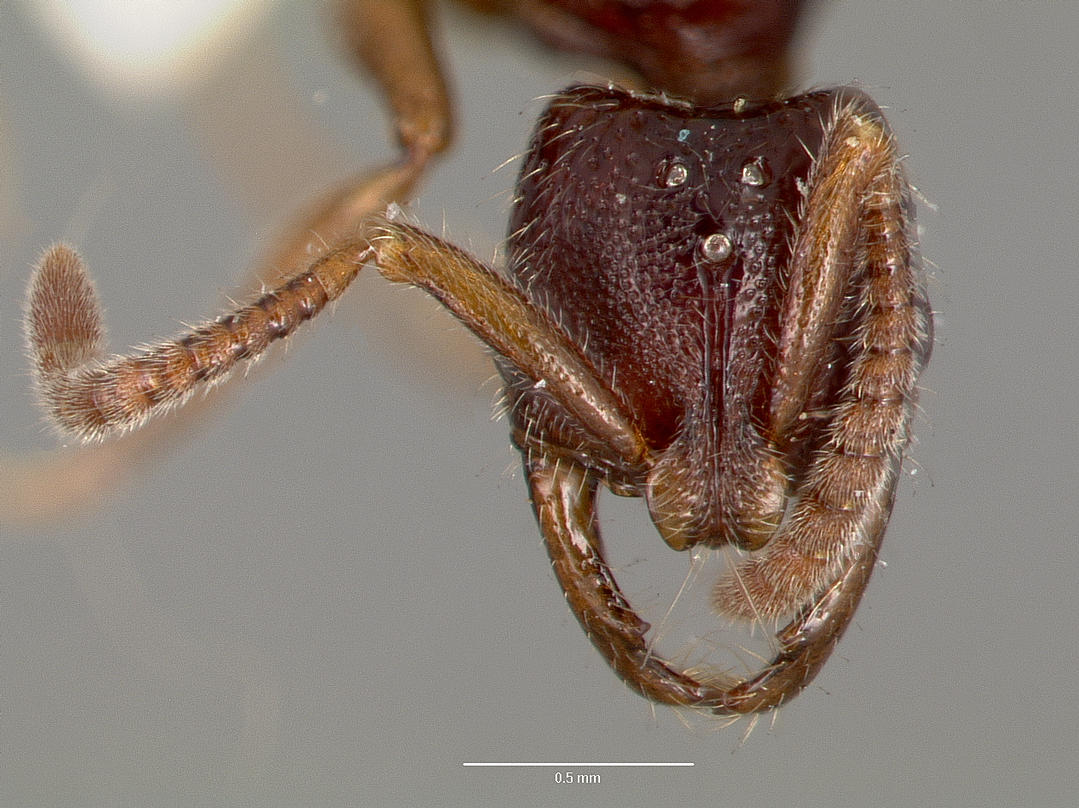
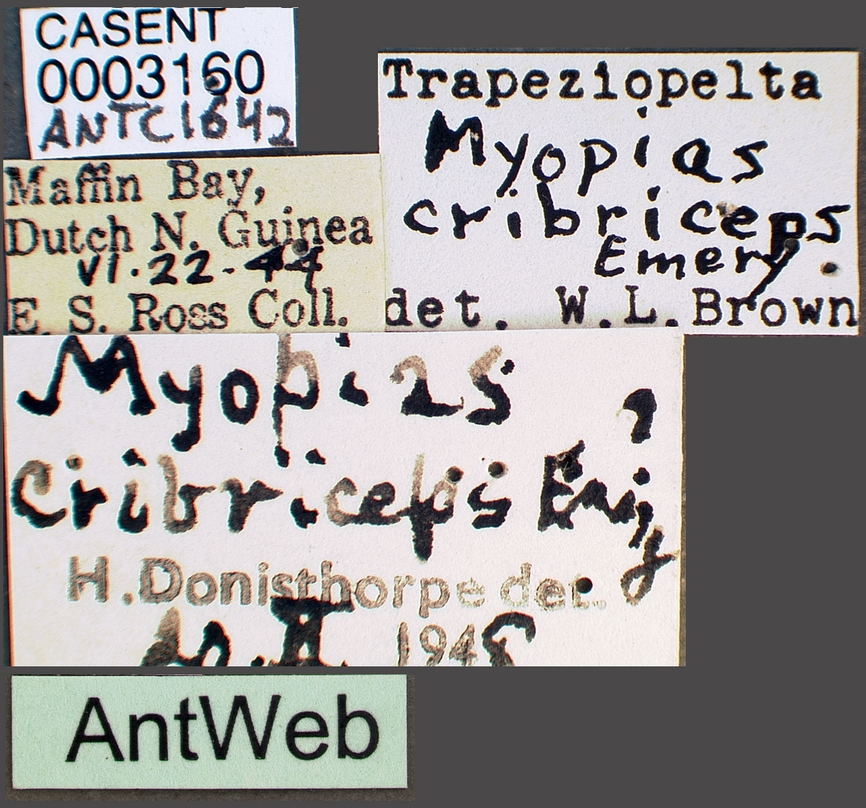
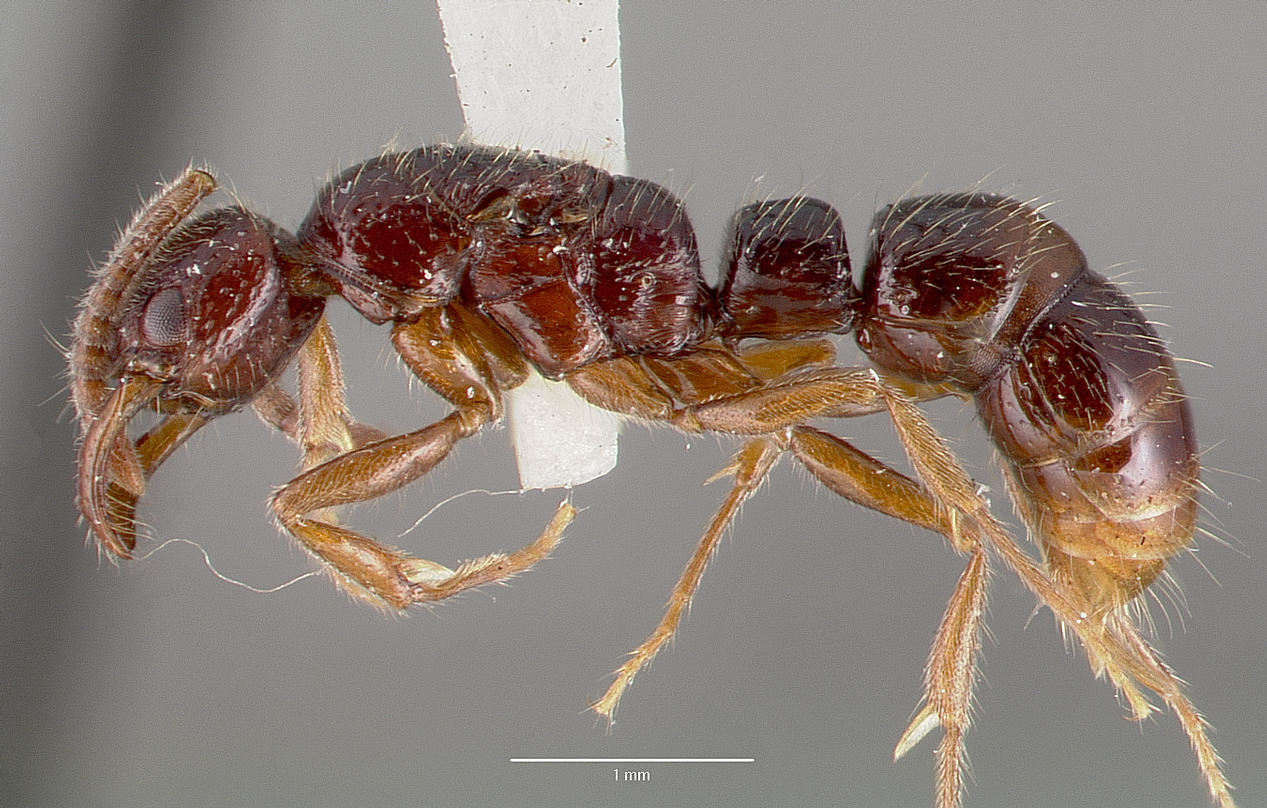